# Codex Palatinus germanicus 14

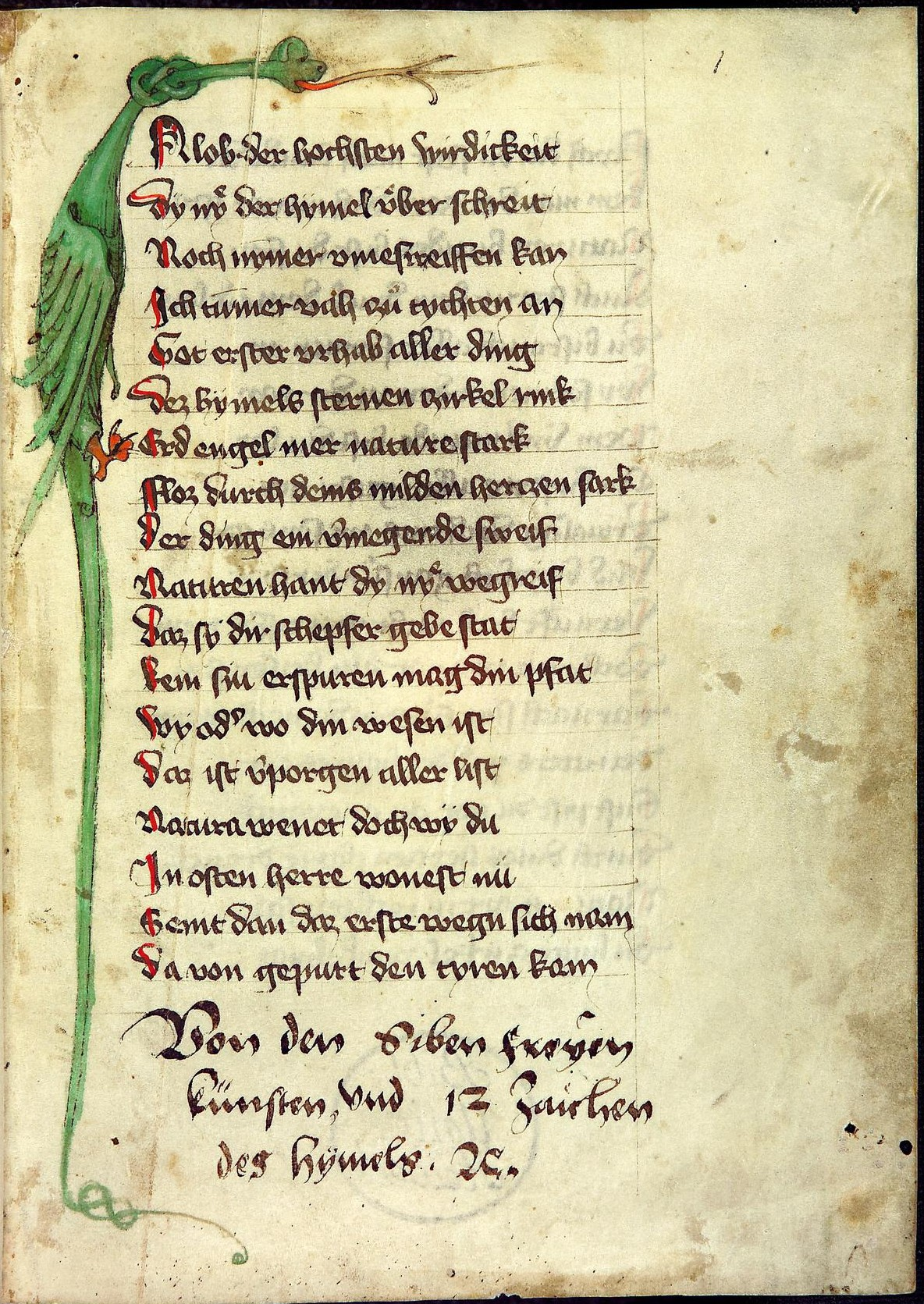
Cod. Pal. germ. 14, Blatt 1r: Heinrich von Mügeln, Der Meide Kranz (erste Textseite)

Der Codex Palatinus germanicus 14 ist eine spätmittelalterliche Handschrift der ehemaligen Bibliotheca Palatina in Heidelberg. Der Codex gehört zu den Codices Palatini germanici, den deutschsprachigen Handschriften der Palatina, die seit 1816 in der Universitätsbibliothek Heidelberg aufbewahrt werden; Signatur der UB-Heidelberg und gängige fachwissenschaftliche Bezeichnung ist Cod. Pal. germ. 14 (Kurzform: Cpg 14).
Die Bilderhandschrift enthält Heinrichs von Mügeln allegorische Dichtung Der Meide Kranz. Der Codex entstand 1407 in Bayern.

## Beschreibung

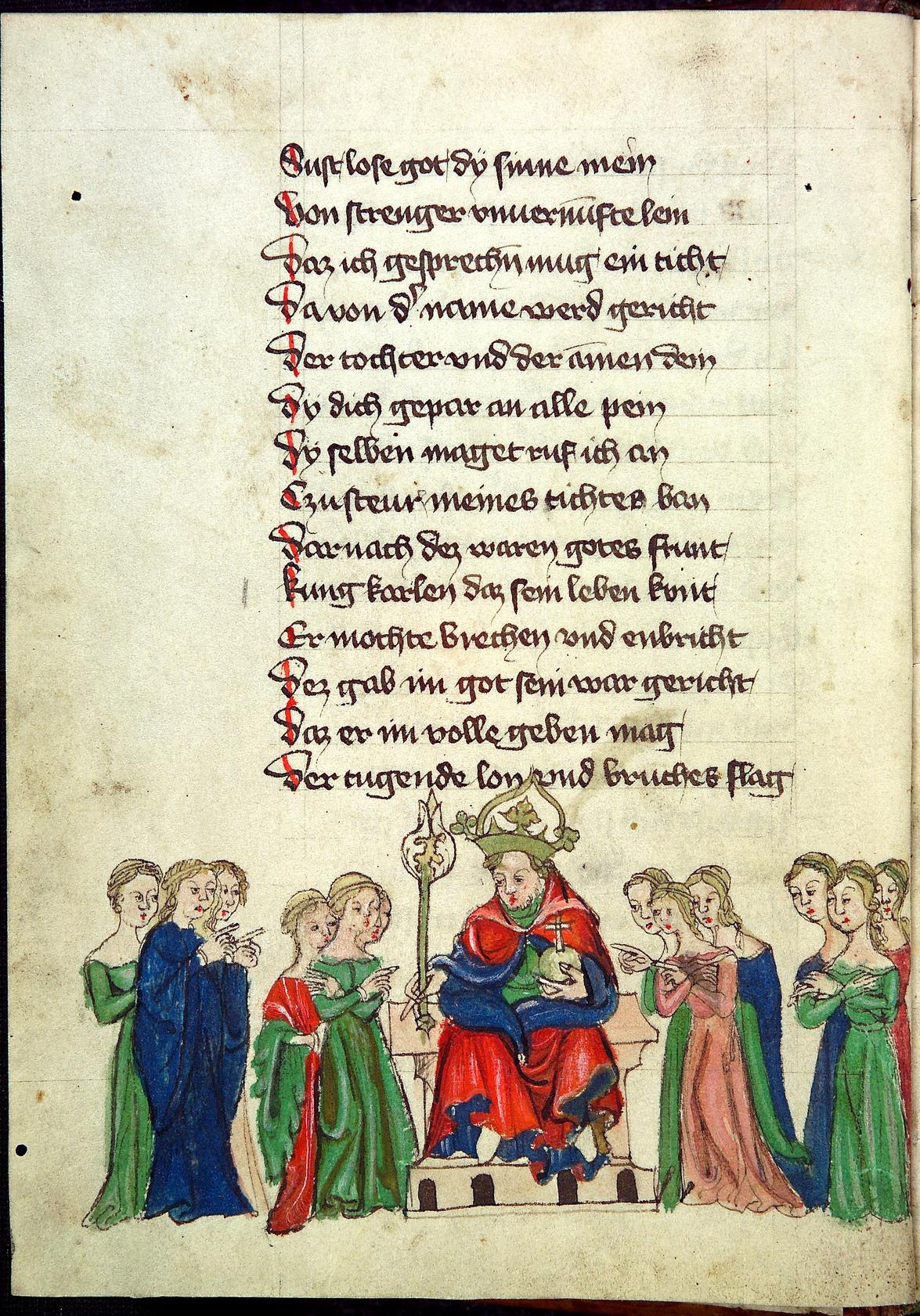
Cod. Pal. germ. 14, Blatt 2v: Heinrich von Mügeln, Der Meide Kranz – Kaiser Karl IV. auf einem Thron sitzend, umgeben von stehenden weiblichen Figuren

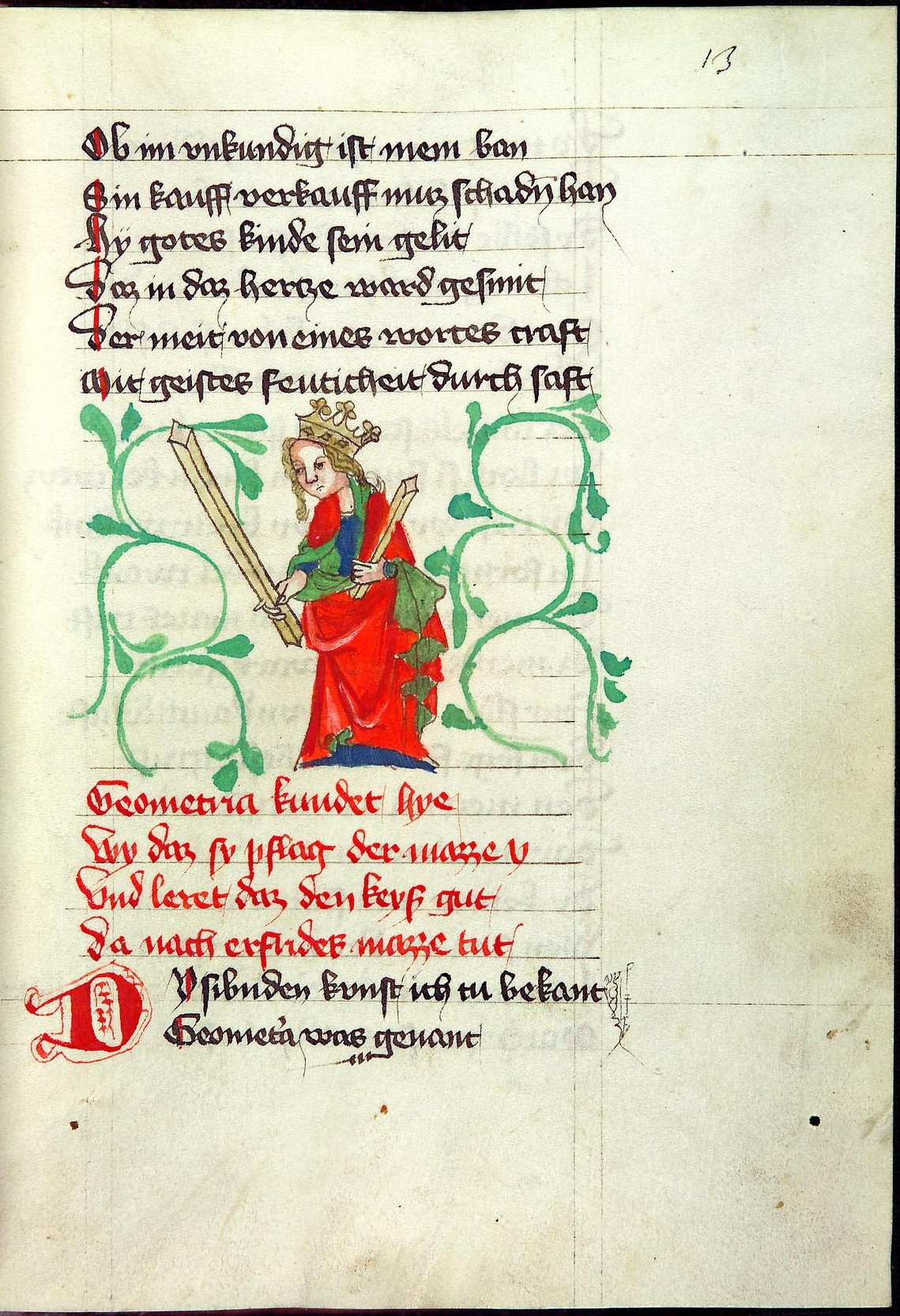
Cod. Pal. germ. 14, Blatt 13r: Heinrich von Mügeln, Der Meide Kranz – Die Geometrie

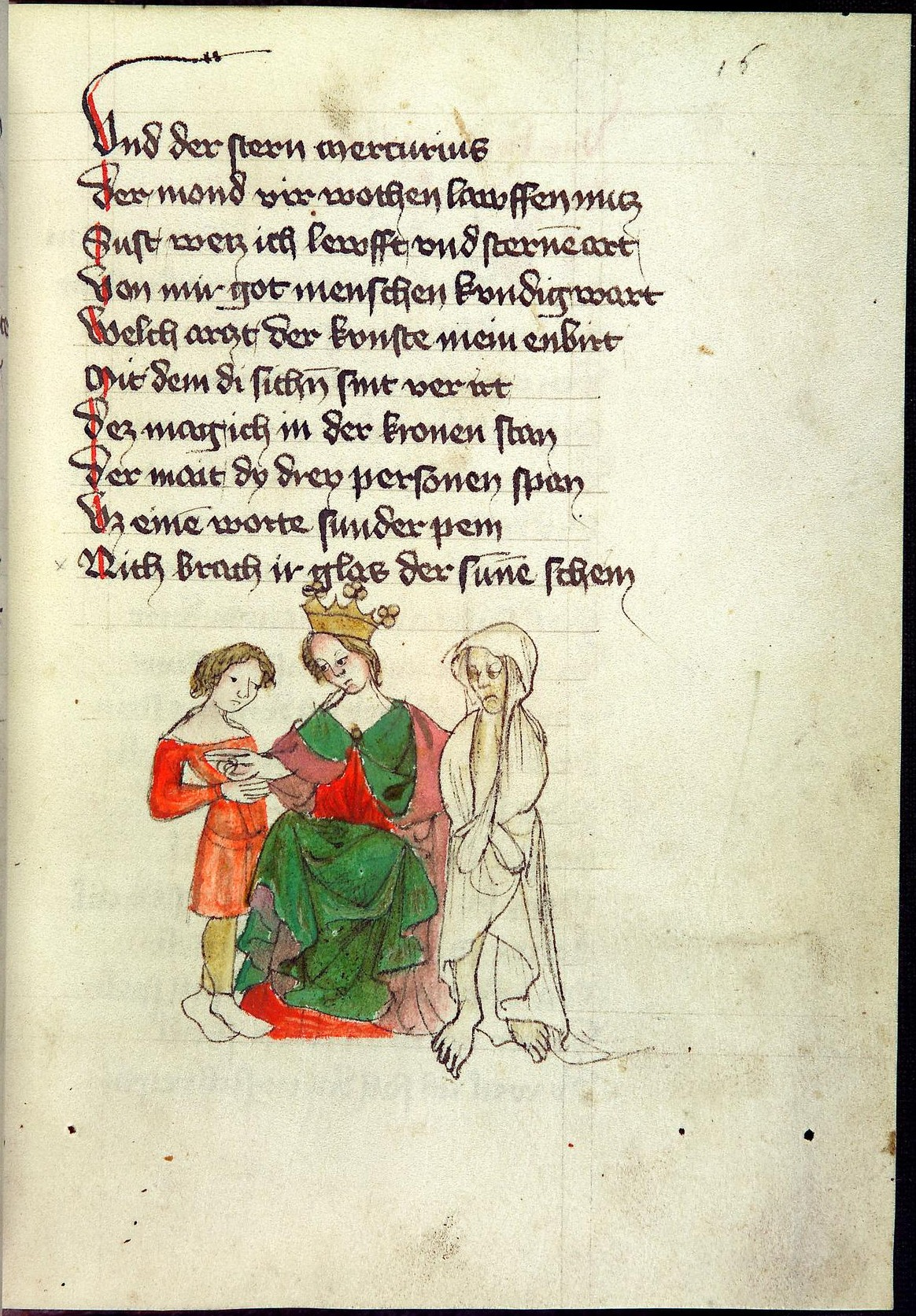
Cod. Pal. germ. 14, Blatt 16r: Heinrich von Mügeln, Der Meide Kranz – Die Physik

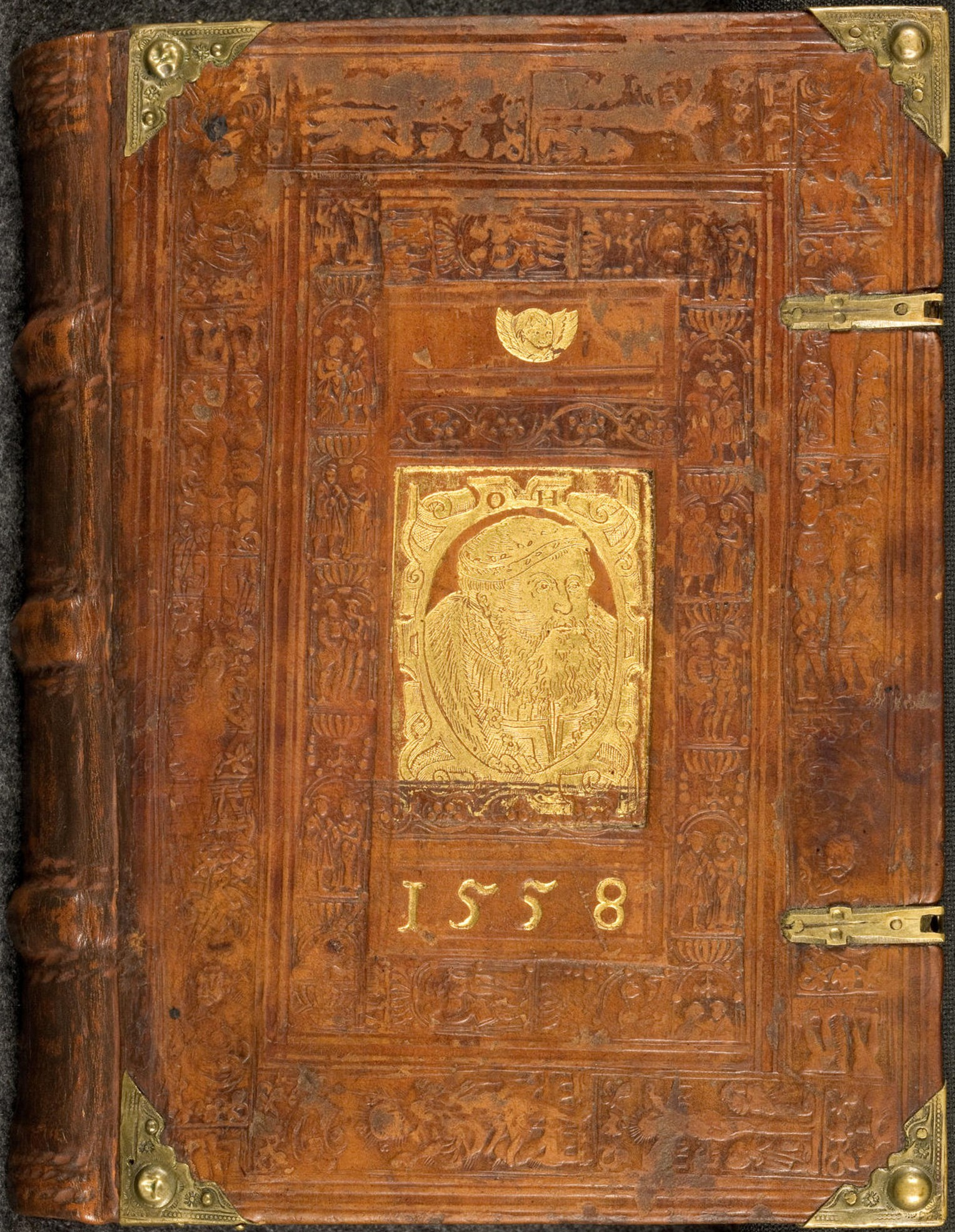
Cod. Pal. germ. 14, Ottheinrich-Einband, Vorderdeckel

Der Codex ist eine Pergamenthandschrift mit 73 Blättern. Auf manchen Blättern sind noch Reste von Kustoden erkennbar (Blätter 1r, 11r, 21r, 40v/41r, 49r, 67r), meistens durch Beschnitt der Blätter entstellt.
Die Blattgröße der Handschrift beträgt 18,1 × 13,5 cm, dabei ist ein Schriftraum von 13,5 × 7,5 cm beschrieben mit 18 bis 20 Zeilen pro Seite. Die Foliierung des 17. Jahrhunderts zählt die mit Text beschriebenen Blätter 1–72 durch, die Blätter vorn und hinten sind mit moderner Zählung versehen. Blatt 45r/v ist außen schräg angeschnitten, ohne Textverlust.
Schriftform ist eine Bastarda von einer Hand. Blatt 1r zeigt eine sich von oben bis unten über den Seitenrand streckende Figureninitiale (Drache); ansonsten sind zur Absatzmarkierung Lombarden über zwei Zeilen in roter und grüner, selten auch in blauer Farbe gesetzt.
Bei der Restaurierung 1978 durch Walter Schmitt wurden die Lagen vorn und hinten mit Japanpapier ausgebessert sowie u. a. neue Vorsatzblätter und Pergamentfalze eingefügt und ein neuer Lederrücken angebracht.

### Miniaturen
Heinrichs Werk ist nur in vier Handschriften überliefert; dabei ist der Heidelberger Cod. Pal. germ. 14 die einzige Handschrift mit Illustrationen. Insgesamt schmücken 13 kolorierte Federzeichnungen eines Zeichners den Text, jeweils in der unteren Hälfte einer Seite ausgeführt. Abgesehen vom ersten Bild zeigen die Miniaturen die im Text auftretenden Wissenschaften und Künste, personifiziert in allein sitzenden Frauenfiguren, teilweise mit Attributen versehen, die ihre Eigenschaften unterstreichen. Auf den Blättern 2r und 16r sind zusätzlich stehende Figuren gezeichnet. Ein Platz für eine Illustration (Blatt 29r) ist nicht ausgefüllt. Im Einzelnen sind dargestellt:
- Kaiser Karl IV. auf einem Thron sitzend, umgeben von zwölf stehenden, gestikulierenden weiblichen Figuren (Blatt 2r)
- die Philosophie (Blatt 4r)
- die Grammatik (Blatt 5v)
- die Logik (Blatt 7r)
- die Rhetorik (Blatt 8v)
- die Musik (Blatt 10r)
- die Arithmetik (Blatt 11v)
- die Geometrie (Blatt 13r)
- die Astronomie (Blatt 14v)
- die Physik, eingerahmt von zwei stehenden Figuren, Personifikationen für das Leben und den Tod (Blatt 16r)
- die Alchemie (Blatt 17v)
- die Metaphysik (Blatt 19r)
- die Theologie (Blatt 20v)

Die Federzeichnungen sind mit dünnen Strichen ohne Schraffierungen ausgeführt und farbreich koloriert (Grün, Kobalt, Chromgelb, Zinnober, Karmin, Grau). Teilweise sind die Figuren von dekorativen Ranken umgeben; die Bilder haben durchweg keine Bodendarstellung und keine Rahmung. In der Bewertung Hans Wegeners (1927) sind die Darstellungen des Illustrators dabei „unproportioniert“, die Köpfe „merkwürdig verzeichnet ... [und] ohne Ausdruck“ dargestellt, die Hände „schlecht“ gezeichnet.

### Einband
Der Einband ist ein typischer Ottheinricheinband in braunem Leder, mit blindgedruckten Rollenstempeln, Messingbeschlägen und Riemenschließen, angefertigt vermutlich von Jörg Bernhardt.
Auf dem Vorderdeckel findet sich eine vergoldete Platte mit dem Bildnis Ottheinrichs in einer Kartusche, in der oben das Namenskürzel O.H. (Ottheinrich) vermerkt ist und unten das Titelkürzel P.C. (Pfalzgraf, Churfürst). Oberhalb der Kartusche steht ein goldgeprägter Engelskopf, unterhalb die ebenfalls vergoldete Jahreszahl der Anfertigung des Einbands: 1558. Auf der gleichartig vergoldeten Platte auf dem Hinterdeckel steht in einer Kartusche das Wappen der Pfalz.

## Herkunft
Entsprechend der Schreibernotiz auf Blatt 71v ist der Abschluss der Handschrift auf den 30. März 1407 zu datieren, damit ist die Heidelberger Handschrift als älteste der vier handschriftlichen Überlieferungen des Werks datiert.
Die Handschrift wurde wahrscheinlich von Kurfürst Ludwig III. von der Pfalz (1378–1436) für die Heidelberger Bibliotheken erworben. Die Katalogisierung 1581 verzeichnet die Handschrift im Inventar der Heiliggeistbibliothek. Im Zusammenhang mit dieser Katalogisierung wurde auf Blatt 1r unten der Bibliothekstitel eingetragen: Von den siben freyen künsten und 12 zaichen des hymels. etc.
Wie die anderen Handschriften der kurfürstlich-pfälzischen Bibliotheken kam der Codex nach der Eroberung der Kurpfalz im Dreißigjährigen Krieg 1622 nach Rom in den Besitz der Vatikanischen Bibliothek und wurde mit den anderen deutschsprachigen Beständen der Palatina im Rahmen der Regelungen während des Wiener Kongresses erst 1816 nach Heidelberg zurückgeführt.

## Inhalte
Die Handschrift enthält die kunstvoll konstruierte allegorische Reimpaarrede Der Meide Kranz von Heinrich von Mügeln.
Im ersten Teil des Werks treten die zwölf Wissenschaften und Künste Philosophia, Gramatica, Loica, Rethorica, Arismetica, Geometria, Musica, Astronomia, Phisica, Alchimia, Metaphisica und Theologia, personifiziert als schöne Frauen, vor Kaiser Karl IV., um ihn entscheiden zu lassen, welche von ihnen einen Vorrang im Streit um einen Platz in der Krone der Gottesmutter Maria erhalten sollte. Der Kaiser gibt der Theologia den höchsten Rang. Im zweiten Teil geht es um die Rangauseinandersetzung zwischen der Nature einerseits und den Personifikationen der zwölf Tugenden Wisheit, Gerechtikeit, Sterke, Meßikeit, Mildikeit, Demütikeit, Warheit, Barmherzikeit, Fride, Libe, Hoffenung und Geloube andererseits. Hier ist die gerade gekrönte Theologia zur Entscheidung aufgerufen, und sie entscheidet für den Vorrang der Tugenden, weil diese von Gott und nicht von der Natur gegeben seien. Im abschließenden dritten Teil argumentiert die Nature nochmals für ihre Vorrangstellung, diesmal mit Verweis auf die ihr unterstellte kosmische Ordnung und die Macht der zwölf Sternbilder des Tierkreises, die sie beherrsche; dies wird abschließend vom Dichter selbst zugunsten der Tugenden zurückgewiesen.